# ARHGAP11B
ARHGAP11B (англ. Rho GTPase activating protein 11B) – білок, який кодується однойменним геном, розташованим у людей на 15-й хромосомі. Довжина поліпептидного ланцюга білка становить 267 амінокислот, а молекулярна маса — 30 251.
Цей ген наявний тільки у людини, а також у неандертальця та денисівської людини. Ген виник у спільного предка цих трьох видів після відділення лінії, що призвела до появи сучасних шимпанзе. Безпосередньою причиною появи гена стала дуплікація гена ARHGAP11A з подальшою делецією його невеликого фрагменту. Білок, який кодується геном ARHGAP11B, являє собою активатор Rho-ГТФаз та регулює поділ клітин мозку та є причиною збільшеної кількості нейронів у корі головного мозку людини.
Ген ARHGAP11B належить до генетичного регіону геному людини з прискореною еволюцією.
| 10         |  | 20         |  | 30         |  | 40         |  | 50         |
| ---------- |  | ---------- |  | ---------- |  | ---------- |  | ---------- |
| MWDQRLVKLA |  | LLQHLRAFYG |  | IKVKGVRGQC |  | DRRRHETAAT |  | EIGGKIFGVP |
| FNALPHSAVP |  | EYGHIPSFLV |  | DACTSLEEHI |  | HTEGLFRKSG |  | SVIRLKALKN |
| KVDHGEGCLS |  | SAPPCDIAGL |  | LKQFFRELPE |  | PILPADLHEA |  | LLKAQQLGTE |
| EKNKAILLLS |  | CLLADHTVHV |  | LRYFFNFLRN |  | VSLRSSENKM |  | DSSNLAVIFA |
| PNLLQTSEGH |  | EKMSSNAEKK |  | GVYQTLSWKR |  | YQPCWVLMVS |  | VLLHHWKALK |
| KVNMKLLVNI |  | REREDNV    |  |            |  |            |  |            |

A: Аланін

C: Цистеїн

D: Аспарагінова кислота

E: Глутамінова кислота

F: Фенілаланін

G: Гліцин

H: Гістидин

I: Ізолейцин

K: Лізин

L: Лейцин

M: Метіонін

N: Аспарагін

P: Пролін

Q: Глутамін

R: Аргінін

S: Серин

T: Треонін

V: Валін

W: Триптофан